# Deconstruction (album Devin Townsend Project)
Deconstruction – album studyjny Devin Townsend Project. Wydawnictwo ukazało się 20 czerwca 2011 roku nakładem wytwórni muzycznej InsideOut Music. Płyta trafiła do sprzedaży jednocześnie wraz z albumem Ghost. Obydwa albumy ukazały się także łącznie jako jedno wydawnictwo zatytułowane Calm And The Storm: Deconstruction & Ghost.
Nagrania dotarły do 165. miejsca listy Billboard 200 w Stanach Zjednoczonych. Nagrania były promowane teledyskiem do utworu "Juular", który wyreżyserował David Brodsky.
W 2012 roku album uzyskał nominację do nagrody kanadyjskiego przemysłu fonograficznego Juno w kategorii Metal/Hard Music Album of the Year.

## Lista utworów
Opracowano na podstawie materiału źródłowego.
| Nr  | Tytuł utworu                | Słowa          | Muzyka         | Długość |
| --- | --------------------------- | -------------- | -------------- | ------- |
| 1.  | „Praise the Lowered”        | Devin Townsend | Devin Townsend | 6:02    |
| 2.  | „Stand”                     | Devin Townsend | Devin Townsend | 9:36    |
| 3.  | „Juular”                    | Devin Townsend | Devin Townsend | 3:46    |
| 4.  | „Planet of the Apes”        | Devin Townsend | Devin Townsend | 10:59   |
| 5.  | „Sumeria”                   | Devin Townsend | Devin Townsend | 6:37    |
| 6.  | „The Mighty Masturbator”    | Devin Townsend | Devin Townsend | 16:28   |
| 7.  | „Pandemic”                  | Devin Townsend | Devin Townsend | 3:29    |
| 8.  | „Deconstruction”            | Devin Townsend | Devin Townsend | 9:27    |
| 9.  | „Poltergeist”               | Devin Townsend | Devin Townsend | 4:25    |
| 10. | „Ho Krll” (utwór dodatkowy) | Devin Townsend | Devin Townsend | 5:58    |
|     |                             |                |                | 1:16:47 |

## Twórcy
Opracowano na podstawie materiału źródłowego.

- Devin Townsend – wokal, gitary, gitara basowa, instrumenty klawiszowe, produkcja muzyczna
- Ryan van Poederooyen – perkusja (1, 2, 4, 6, 10)
- Dirk Verbeuren – perkusja (3, 5, 6, 7, 8, 9)
- Paul Kuhr – wokal w utworze "Praise the Lowered"
- Mikael Åkerfeldt – wokal w utworze "Stand"
- Ihsahn – wokal w utworze "Juular"
- Tommy Giles Rogers – wokal w utworze "Planet of the Apes"
- Fredrik Thordendal – gitara prowadząca w utworze "Deconstruction"
- Joe Duplantier – wokal w utworze "Sumeria"
- Paul Masvidal – wokal w utworze "Sumeria"
- Greg Puciato – wokal w utworze "The Mighty Masturbator"
- Floor Jansen – wokal w utworze "Pandemic"
- Oderus Urungus – wokal w utworze "Deconstruction"
- Manuel Cooymans – inżynieria dźwięku
- Mike Young – inżynieria dźwięku, edycja cyfrowa
- Mike St-Jean – inżynieria dźwięku, zdjęcia
- Jens Bogren – miksowanie
- Adrian Mottram – inżynieria dźwięku
- Morean – inżynieria dźwięku, orkiestracje
- Sheldon Zaharko – realizacja nagrań
- Troy "T-roy" Glessner – mastering
- Adam Wills – zdjęcia
- Anthony Clarkson – oprawa graficzna
- Jan Holzner – realizacja nagrań

## Listy sprzedaży
| Lista                        | Kraj              | Pozycja |
| ---------------------------- | ----------------- | ------- |
| Billboard 200                | Stany Zjednoczone | 165     |
| Billboard Heatseekers Albums | Stany Zjednoczone | 23      |